# Лафферти, Джеймс
Джеймс Мартин Лафферти (англ. James Martin Lafferty) — американский актёр, режиссёр и продюсер.  Родился 25 июля 1985 года в Хэмете, Калифорния.  Его родителями были Джефф и Энджи Лафферти, владельцы местной строительной компании. Стал широко известен благодаря роли в телесериале Холм одного дерева, где сыграл успешного баскетболиста Нейтона Скотта. Джеймс Лафферти — активный болельщик этого вида спорта и по характеру похож на своего героя из телесериала.

## Карьера
Большую часть своего детства Лафферти провел, занимаясь игрой в баскетбол и изучением актерского мастерства. Кроме того, много времени он отдавал общению с друзьями и младшим братом, Стюартом. Джеймс успешно совмещал учебу в школе Hemet High School с началом актёрской карьеры. Его дебют состоялся  в «Boys on the Run», где он сыграл вместе с Роном Перлманом. В 2003 году он поступил в California State University, Long Beach где играл в баскетбольной команде университета (ему предоставляли стипендию MVP). Комедия «Emeril» дала Лафферти его первую постоянную роль Джастина, сына главного героя. За этим последовала роль в «A Season on the Brink». Он также сыграл небольшие роли в "Once and Again, " «Boston Public» и в последний раз, "HBO’s «Unscripted". В возрасте восемнадцати лет Лафферти переехал в Уилмингтон (Северная Каролина), после того как был отобран на роль Нейтона Скотта в телесериале "Холм одного дерева" ("One Tree Hill").

## Факты
В настоящее время Лафферти живет в Уилмингтоне, Северной Каролине. Он отказывается от ролей в фильмах ради продолжения съёмок в "Холм одного дерева" (One Tree Hill). Лафферти принял участие в многочисленных благотворительных играх в баскетбол для местных организаций и школ в Уилмингтонской области. Лафферти также предоставлял поддержку другим благотворительным организациям, включая Lamar Odom’s Music Jam и The Pink Project. Своё свободное время Лафферти проводит с друзьями и собакой Нино.

## Фильмография
| Год         | Название на языке оригинала | Название на русском             | Роль                      |
| ----------- | --------------------------- | ------------------------------- | ------------------------- |
| 1997        | Annabelle’s Wish            | Аннабелль                       | Бастер                    |
| 1999 — 2002 | Once and Again              | Опять и снова                   | Tad                       |
| 2002        | The Season on the Brink     |                                 | Steve Alford              |
| 2003-2012   | One Tree Hill               | Холм одного дерева              | Нейтан Скотт              |
| 2009        | S. Darko                    | С. Дарко                        |                           |
| 2014        | Crisis                      | Кризис                          | мистер Нэш, учитель школы |
| 2014        | Oculus                      | Окулус                          | Майкл                     |
| 2017        | Small Town Crime            | Преступление в маленьком городе | Тони Лама                 |
| 2018        | The Haunting of Hill House  | Призраки дома на холме          | Райан Квейл               |